# Cnemaspis kamolnorranathi
Espèce
Cnemaspis kamolnorranathi est une espèce de geckos de la famille des Gekkonidae.

## Répartition
Cette espèce est endémique de la province de Surat Thani en Thaïlande. Elle a été découverte dans le parc national de Tai Rom Yen.

## Description
Cnemaspis kamolnorranathi mesure, queue non comprise, jusqu'à 37,8 mm pour les mâles et jusqu'à  36,8 mm pour les femelles.

## Étymologie
Cette espèce est nommée en l'honneur de Sumate Kamolnorranath.

## Publication originale
- Grismer, Sumontha, Cota, Grismer, Wood, Pauwels & Kunya, 2010 : A revision and redescription of the rock gecko Cnemaspis siamensis (Taylor 1925) (Squamata: Gekkonidae) from Peninsular Thailand with descriptions of seven new species. Zootaxa, n. 2576, p. 1–55.